# Округ Едмонсон (Кентаки)
Округ Едмонсон (енгл. Edmonson County) је округ у америчкој савезној држави Кентаки.

## Демографија
По попису из 2010. године број становника је 12.161, што је 517 (4,4%) становника више него 2000. године.
| Група             | 2000.          | 2010.          |
| Белци             | 11.408 (98,0%) | 11.733 (96,5%) |
| Афроамериканци    | 67 (0,6%)      | 169 (1,4%)     |
| Азијати           | 8 (0,1%)       | 25 (0,2%)      |
| Хиспаноамериканци | 65 (0,6%)      | 100 (0,8%)     |
| Укупно            | 11.644         | 12.161         |